# Bruce King
Pour les articles homonymes, voir King.
Bruce King, né le 6 avril 1924 et mort le 13 novembre 2009 à Stanley (Nouveau-Mexique), est un homme d'affaires et politique américain membre du Parti démocrate. Il a été gouverneur de l'État du Nouveau-Mexique à trois reprises, de 1971 à 1975, de 1979 à 1983 et de 1991 à 1995.